# Theodor Waigel

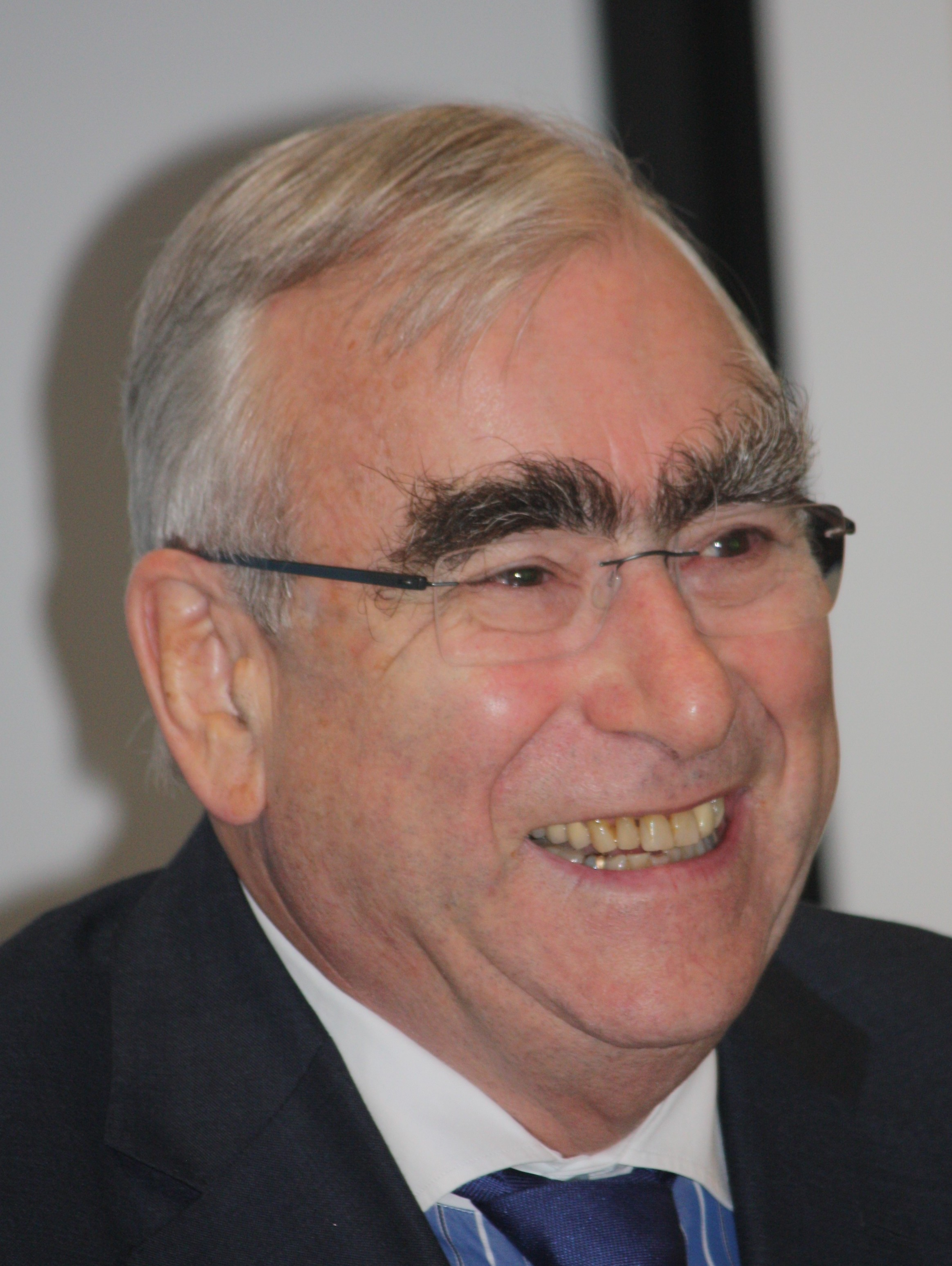
Theodor Waigel (2012)

Theodor ("Theo") Waigel, född 22 april 1939 i Oberrohr, Schwaben, var en tysk politiker i CSU, tysk finansminister 1989–1998 och partiordförande för CSU 1988–1999.
Waigels politiska karriär började i CSU:s ungdomsförbund Junge Union 1957 och 1960 blev han medlem i moderpartiet. 1959–1963 studerade han statsvetenskap och juridik i Würzburg och München. 1972 valdes Waigel in i förbundsdagen och hade olika poster inom CSU.
Theodor Waigel tog 1988 över efter Franz Josef Strauss som partiledare för CSU och blev 1989 tysk finansminister i Helmut Kohls regering. Under Waigels tid som finansminister stod Tyskland inför stora utmaningar med stora investeringar i forna Östtyskland och planeringen av införandet av euro som gemensam europeisk valuta. Tillsammans med Helmuth Kohl förespråkade han en återintegrering av Schlesien i Förbundsrepubliken Tyskland, som varit ockuperat av Polen efter andra världskriget. Efter den tyska återföreningen fick han ge upp frågan, då den temporära Oder Neisse linjen blev permanent fastställd, som gräns mellan Polen och Tyskland i samband med undertecknandet av Två+Fyra fördraget. Det var den tyska delegationen under ledning av Waigel som föreslog valutanamnet euro. Waigel var finansminister fram till 1998 då CDU/CSU förlorade regeringsmakten. Ordförandeskapet i CSU lämnade Waigel 1999 över till Edmund Stoiber. 1972-2002 var Waigel medlem av Förbundsdagen och 2009 utnämndes han till hedersordförande i CSU.
Waigel är Gift med Irene Epple och supporter till fotbollslaget TSV 1860 München.